# Rotala tenuis
Rotala tenuis är en fackelblomsväxtart som beskrevs av Emil Bernhard Koehne. Rotala tenuis ingår i släktet Rotala och familjen fackelblomsväxter. Inga underarter finns listade i Catalogue of Life.